# Виктор Чернов
Виктор Михајлович Чернов (рус. Ви́ктор Миха́йлович Черно́в; 25. новембар 1873 — 15. април 1952) био је руски револуционар и један од оснивача Руске социјалистичке револуционарне партије. Био је главни партијски теоретичар или "мозак" партије, и више је био аналитичар него политички лидер. После Фебруарске револуције 1917. године, Чернов је био министар пољопривреде у руској привременој влади и залагао се за хитну аграрну реформу.  Касније је био председник Уставотворне скупштине Русије.

## Биографија

### Ране године
Виктор Чернов је рођен у Новоузенску, граду југоисточно од Саратова у Самарској губернији. Био је син бившег кмета - сељака који је постао нижи функционер у локалној државној служби. 
Чернов је похађао гимназију у Саратову, леглу радикализма, где се придружио популистичком дискусионом кругу у којем је проучавао дела Николаја Доброљубова и Николаја Михајловског. Његове радикалне склоности привукле су пажњу локалне полиције и Чернов је прешао у школу у Јурјеву на последњу годину студија. 
Чернов се уписао на Правни одсек Московског универзитета, где се поново придружио кругу радикалних дискусија, бранећи популистичке ставове од марксиста.  Због политичког деловања је ухапшен у пролеће 1894. и провео је 9 месеци у Петропавловској тврђави у Санкт Петербургу.  Након затварања, Чернов је осуђен на период административног изгнанства у централној Русији. 

### Политичка каријера
До краја 1880-их био је укључен у револуционарну активност. Похађао је правни факултет Московског универзитета и почетком 1890-их се придружио народњацима (Народник) ; 1894. придружио се групи „Народно право” Марка Натансона (Narodnoe pravo), покушају да уједини све социјалистичке покрете у Русији, и са осталим члановима је ухапшен, затворен и прогнан. Након што се 1898. оженио Анастасијом Слетовом и провео неко време у организовању сељака око Тамбова, отишао је у иностранство у Цирих 1899. године. Придружио се Социјалистичкој револуционарној партији по њеном оснивању 1901. године и постао уредник њеног листа Револуционарна Русија. У Русију се вратио после Револуције 1905; након бојкота избора за Прву Думу, победио је на изборима за Другу Думу и постао вођа СР фракције.
Године 1907. објавио је Филозофске и социолошке студије у којима је заступао становиште Рихарда Авенаријуса. Као такав, био је један од руских махиста које је Лењин критиковао у Материјализму и емпириокритицизму (1909). 
Под привременом владом Александра Керенског 1917, Чернов је био министар пољопривреде. Привремена влада је 17. марта упутила свој први апел сељачком становништву. У њему се наводи да се питање земље мора решити не силом, већ законима који ће донети народни представници. У лето су Столипинови закони о земљишту суспендовани. Чернов је поднео оставку убрзо након одласка кнеза Георгија Лавова. Затим су 9. августа избори одложени за 12. новембар. Чернов је наставио своју кампању за хитну аграрну реформу. Савез земљопоседника је у Чернову видео свог главног непријатеља.  Чернов и његова супруга изабрани су у Скупштину из Тамбова. У јануару 1918. био је председник руске Уставотворне скупштине, коју су бољшевици распустили убрзо након што је почела да се састаје. Постао је члан антибољшевичке владе која је водила умереније социјал-револуционаре у Самари, пре него што је побегао у Европу, а затим 1941. у Сједињене Државе. Овде је наставио да објављује свој периодични часопис „За свободу“.
Чернов је умро у Њујорку 1952.